# 公民10运动
公民10运动（義大利語：Movimento Civico10）是圣马力诺的一个已不存在的民主社会主义政党。该党成立于2012年7月30日。该党提倡民主社会主义、环境保护主义和电子民主，并且反对政党分肥制。
在2016年圣马力诺大选中，该党赢得大议会10个席位，位居并列第二。2017年4月1日，该党成员敏马·扎沃利出任圣马力诺执政官。